# Médaille du Barreau du Québec
La Médaille du Barreau du Québec a été créée en 1982 pour mettre en lumière l'apport exceptionnel de ceux et celles qui ont contribué au développement de la société québécoise dans le domaine du droit. Elle est la plus haute distinction accordée par l'Ordre professionnel des avocats. 

## Lauréats
- 1982 - Jean-Aubert Loranger
- 1982 - Émile Colas
- 1983 - Jacques Viau
- 1984 - Louis-Philippe de Grandpré et Laurette Laurin
- 1985 - Pas de remise
- 1986 - Marcel Crête
- 1987 - René Dussault
- 1988 - Jean-Louis Baudoin
- 1989 - Jules Deschênes
- 1990 - Paul-André Crépeau
- 1991 - Alan B. Gold
- 1992 - Yves Fortier
- 1993 - Albert Mayrand
- 1994 - Gil Rémillard
- 1995 - Claire L'Heureux-Dubé
- 1996 - Michael Cain
- 1997 - Bartha Maria Knoppers
- 1998 - Monique Ouellette
- 1999 - Vincent O'Donnell jr
- 2000 - Louis LeBel
- 2001 - Louise Arbour
- 2002 - Claude Masse
- 2003 - Élise Groulx
- 2004 - Julius Grey
- 2005 - Marie-Claire Kirkland
- 2006 - André Gauthier
- 2007 - Brian Mulroney
- 2008 - Pierre A. Michaud
- 2009 - Charles Doherty Gonthier
- 2010 - Jean Chrétien
- 2011 - Louise Otis
- 2012 - Renée Dupuis
- 2013 - Michel Bouchard et Gilles Létourneau
- 2014 - Madeleine Lemieux
- 2015 - Claude Bisson
- 2016 - Michel Doyon